# Parafia Wniebowzięcia Najświętszej Maryi Panny w Myślicach
Parafia Wniebowzięcia Najświętszej Maryi Panny w Myślicach – parafia rzymskokatolicka w diecezji elbląskiej. Założona w XIV wieku.
Do parafii należą wierni z miejscowości: Myślice, Lubochowo, Gisiel, Kornele, Latkowo, Lipiec, Milikowo, Pronie, Pudłowiec, Skolwity, Tabory. W miejscowości Lubochowo znajduje się kościół filialny.
Parafia liczy sobie 1832 wiernych.